# Volme
 (janvier 2016).
Si vous disposez d'ouvrages ou d'articles de référence ou si vous connaissez des sites web de qualité traitant du thème abordé ici, merci de compléter l'article en donnant les références utiles à sa vérifiabilité et en les liant à la section « Notes et références ».
La Volme est une rivière allemande de 50 km de long qui coule dans le land de Rhénanie-du-Nord-Westphalie. Elle est un affluent en rive gauche de la Ruhr et donc un sous-affluent du Rhin. Son cours travers la région de la Ruhr et est principalement canalisé.